# Jules Storms
Pour les articles homonymes, voir Storms.
Jules Storms, né le 10 mars 1817 à Bruxelles et mort le 19 mars 1856 à Ixelles, est un peintre belge, connu pour ses peintures d'histoire, ses scènes de genre et ses paysages.
Initialement formé en Belgique par François-Joseph Navez, il séjourne ensuite à Paris, et en Italie. Il expose à sept reprises aux salons triennaux belges. Ses envois lui valent une médaille de vermeil au Salon de Bruxelles de 1848.

## Biographie

### Famille
Philippe Alexandre Jules Storms, né à Bruxelles rue de Saint-Laurent no 7, le 10 mars 1817 est l'aîné des treize enfants de Jean Storms (1792-1865) et de Marie Brigitte Beerenbroeck (1792-1869).
Jules Storms épouse à Bruges, le 24 septembre 1850, Selena Forster (1819-1904), native de Hackney, Londres. Le couple a deux fils : John Richard (1851-1939), bourgmestre d'Oorbeek et Raymond Beaufoy (1854-1900).

### Formation
Jules Storms est l'élève du peintre néo-classique François-Joseph Navez à l'Académie royale des beaux-arts de Bruxelles et demeure, sa vie durant en contact amical avec son premier professeur. Il parfait ensuite sa formation à Paris durant toute l'année 1837, avant de voyager en Italie, accompagné par ses condisciples Jean-Baptiste Van Eycken et Albert Roberti de janvier 1838 à février 1839. Les jeunes artistes reçoivent à Rome les conseils de Jean-Auguste-Dominique Ingres.

### Carrière
Jules Storms retourne quelque temps à Paris. En 1840, résidant à Deurne, il envoie au Salon d'Anvers La Fiancée du brigand des Apennins. En 1845, il s'établit à Bruxelles. Au Salon de Bruxelles de 1848, il expose cinq toiles, dont Le Retour du croisé, épisode de la veillée des dames qui lui vaut une médaille de vermeil. Il expose à sept reprises aux salons triennaux belges (de 1840 à 1851) et une fois à l'Exposition des maîtres vivants à La Haye en 1847.
Jules Storms meurt, à l'âge de 39 ans, rue d'Orléans, no 33, dans sa demeure à Ixelles, le 19 mars 1856.

## Œuvre

### Réception critique
Au Salon de Bruxelles de 1848, où Jules Storms expose cinq œuvres et obtient une médaille de vermeil, le quotidien Journal de Bruxelles reproche à l'artiste de chercher à imiter Jean-Baptiste Van Eycken, en présentant une couleur empâtée, des jours d'un lumineux criards et un dessin perfectible, alors que son talent individuel est indéniable. Moins sévère, L'Indépendance belge estime que la meilleure des compositions est celle de Jeanne la Folle, dont la figure exprime la folie avec une grande vérité. 
Au Salon de Bruxelles de 1851, le même journal écrit que Jules Storms expose deux compositions hardies et d'une grande originalité : Moines pendant le pillage et Baptême à Saint-Marc à Venise. Quant à L'Indépendance belge, elle estime la composition Roméo et Juliette offre, en dépit d'un manque d'harmonie dans les couleurs, une certaine intention de poésie et du discernement et cherche, au moyen de la lecture de Shakespeare de sortir des lieux communs.

### Expositions

#### Salons triennaux belges
- Salon d'Anvers de 1840 : La Fiancée du brigand des Apennins[4].
- Salon de Gand (XIX) de 1844 : Les Derniers moments de Marie de Bourgogne[12].
- Salon de Bruxelles de 1845 : Les Derniers moments de Marie de Bourgogne[5].
- Salon de Gand (XX) de 1847 : Halte de piferari dans les Abruzzes[13].
- Salon de Bruxelles de 1848 : Une Madone, Le Retour du croisé, épisode de la veillée des dames, Jeanne la Folle, Sabinus et Éponine et Halte de Piferari[6].
- Salon de Gand (XXI) de 1850 : Le Retour du croisé, épisode de la veillée des dames[14].
- Salon de Bruxelles de 1851 : Roméo et Juliette, Moines pendant un pillage et Baptême dans l'église Saint-Marc à Venise[15].

#### Exposition aux Pays-Bas
- Exposition des maîtres vivants à La Haye en 1847 : Une Madone[7].